# Radiogrammitis tehoruensis
Radiogrammitis tehoruensis är en stensöteväxtart som först beskrevs av Masahiro Kato och Parris, och fick sitt nu gällande namn av Barbara S. Parris. Radiogrammitis tehoruensis ingår i släktet Radiogrammitis och familjen Polypodiaceae. Inga underarter finns listade.